# Verticordia dichroma
Verticordia dichroma är en myrtenväxtart som beskrevs av Alexander Segger George. Verticordia dichroma ingår i släktet Verticordia och familjen myrtenväxter.

## Underarter
Arten delas in i följande underarter:
- V. d. dichroma
- V. d. syntoma